# Dorcus sewertzowi
Dorcus sewertzowi là một loài bọ cánh cứng trong họ Lucanidae. Loài này được Semenow mô tả khoa học năm 1891.